# 安西站
安西站是一个京哈线上的铁路车站，位于黑龙江省双城市安西村，建于1904年，目前为四等站，邮政编码为150100。目前客运：办理旅客乘降；行李、包裹托运；不办理货运营业。